# Okręg wyborczy nr 10 do Parlamentu Europejskiego w Polsce
Okręg wyborczy nr 10 do Parlamentu Europejskiego w Polsce – okręg wyborczy obejmujący teren województw małopolskiego i świętokrzyskiego, z siedzibą okręgowej komisji wyborczej w Krakowie.

## Wyniki wyborów
| Podział 8 mandatów: SLD–UP: 1 Samoobrona: 1 PSL: 1 UW: 1 PO: 2 PiS: 1 LPR: 1 |

| Podział 7 mandatów: SLD–UP: 1 PSL: 1 PO: 2 PiS: 3 |

| Podział 7 mandatów: PSL: 1 PO: 2 PiS: 3 NP–JKM: 1 |

| Podział 6 mandatów: KE: 2 PiS: 4 |

| Podział 7 mandatów: KO: 2 TD: 1 PiS: 3 KWiN: 1 |

## Reprezentanci okręgu
| PE   | Rok  | Poseł KW      | Poseł KW         | Poseł KW         | Poseł KW          | Poseł KW          | Poseł KW                                              | Poseł KW                       | Poseł KW    | Poseł KW | Poseł KW                   | Poseł KW | Poseł KW    | Poseł KW              | Poseł KW         | Poseł KW | Poseł KW               |
| ---- | ---- | ------------- | ---------------- | ---------------- | ----------------- | ----------------- | ----------------------------------------------------- | ------------------------------ | ----------- | -------- | -------------------------- | -------- | ----------- | --------------------- | ---------------- | -------- | ---------------------- |
| VI   | 2004 |               | B. Pęk LPR       |                  | A. Bielan PiS     |                   | J. Onyszkiewicz UW                                    |                                | B. Klich PO |          | C. Siekierski PSL          |          | B. Sonik PO |                       | A. Szejna SLD–UP |          | L. Rutowicz Samoobrona |
| VI   | 2007 | U. Gacek PO   | B. Pęk LPR       |                  | A. Bielan PiS     |                   | J. Onyszkiewicz UW                                    |                                |             |          | C. Siekierski PSL          |          | B. Sonik PO |                       | A. Szejna SLD–UP |          | L. Rutowicz Samoobrona |
| VII  | 2009 |               | Z. Ziobro PiS    | P. Kowal PiS     |                   | J. Włosowicz PiS  | R. Gräfin von Thun und Hohenstein PO (2009) KE (2019) | J. Senyszyn SLD–UP             | —           | —        | C. Siekierski PSL          |          | B. Sonik PO |                       |                  |          |                        |
| VIII | 2014 | A. Duda PiS   | R. Legutko PiS   | B. Gosiewska PiS | B. Wenta PO       |                   | R. Gräfin von Thun und Hohenstein PO (2009) KE (2019) | S. Żółtek NP–JKM               | —           | —        | C. Siekierski PSL          |          |             |                       |                  |          |                        |
| VIII | 2015 | E. Czesak PiS | R. Legutko PiS   | B. Gosiewska PiS | B. Wenta PO       |                   | R. Gräfin von Thun und Hohenstein PO (2009) KE (2019) | S. Żółtek NP–JKM               | —           | —        | C. Siekierski PSL          |          |             |                       |                  |          |                        |
| VIII | 2018 | E. Czesak PiS | R. Legutko PiS   | B. Gosiewska PiS | B. Sonik PO       |                   | R. Gräfin von Thun und Hohenstein PO (2009) KE (2019) | S. Żółtek NP–JKM               | —           | —        | C. Siekierski PSL          |          |             |                       |                  |          |                        |
| IX   | 2019 | B. Szydło PiS | R. Legutko PiS   | P. Jaki PiS      |                   |                   | R. Gräfin von Thun und Hohenstein PO (2009) KE (2019) | A. Jarubas KE (2019) TD (2024) | —           | —        | —                          | —        | —           | —                     |                  |          |                        |
| IX   | 2020 | B. Szydło PiS | R. Legutko PiS   | P. Jaki PiS      |                   | D. Tarczyński PiS | R. Gräfin von Thun und Hohenstein PO (2009) KE (2019) | A. Jarubas KE (2019) TD (2024) | —           | —        |                            |          | —           | —                     |                  |          |                        |
| X    | 2024 | B. Szydło PiS | A. Mularczyk PiS |                  | B. Sienkiewicz KO | D. Tarczyński PiS |                                                       | A. Jarubas KE (2019) TD (2024) | —           | —        | J. Marczułajtis-Walczak KO |          |             | G. Braun Konfederacja |                  |          |                        |

### Wybory do Parlamentu Europejskiego 2004
| Komitet wyborczy                                      | Komitet wyborczy                                                      | Głosów  | %     | Mandaty | Wybrani posłowie                            |
| ----------------------------------------------------- | --------------------------------------------------------------------- | ------- | ----- | ------- | ------------------------------------------- |
|                                                       | Platforma Obywatelska RP                                              | 162 293 | 22,33 | 2       | Bogdan Klich, Bogusław Sonik, Urszula Gacek |
|                                                       | Liga Polskich Rodzin                                                  | 150 091 | 20,65 | 1       | Bogdan Pęk                                  |
|                                                       | Prawo i Sprawiedliwość                                                | 108 220 | 14,89 | 1       | Adam Bielan                                 |
|                                                       | Samoobrona Rzeczpospolitej Polskiej                                   | 72 798  | 10,02 | 1       | Leopold Rutowicz                            |
|                                                       | Unia Wolności                                                         | 57 071  | 7,85  | 1       | Janusz Onyszkiewicz                         |
|                                                       | Polskie Stronnictwo Ludowe                                            | 54 566  | 7,51  | 1       | Czesław Siekierski                          |
|                                                       | KKW Sojusz Lewicy Demokratycznej – Unia Pracy                         | 51 811  | 7,13  | 1       | Andrzej Szejna                              |
|                                                       | KWW Socjaldemokracji Polskiej                                         | 24 696  | 3,40  | –       |                                             |
|                                                       | Narodowy KWW                                                          | 13 554  | 1,86  | –       |                                             |
|                                                       | Unia Polityki Realnej                                                 | 12 960  | 1,78  | –       |                                             |
|                                                       | Inicjatywa dla Polski                                                 | 7683    | 1,06  | –       |                                             |
|                                                       | KKW Krajowa Partia Emerytów i Rencistów – Partia Ludowo-Demokratyczna | 4259    | 0,59  | –       |                                             |
|                                                       | Polska Partia Pracy                                                   | 3902    | 0,54  | –       |                                             |
|                                                       | KWW – Ogólnopolski Komitet Obywatelski „OKO”                          | 2766    | 0,38  | –       |                                             |
| Frekwencja: 21,13% Źródło: Państwowa Komisja Wyborcza |                                                                       |         |       |         |                                             |

### Wybory do Parlamentu Europejskiego 2009
| Komitet wyborczy                                      | Komitet wyborczy                                                       | Głosów  | %     | Mandaty | Wybrani posłowie                                    |
| ----------------------------------------------------- | ---------------------------------------------------------------------- | ------- | ----- | ------- | --------------------------------------------------- |
|                                                       | Prawo i Sprawiedliwość                                                 | 383 631 | 41,18 | 3       | Zbigniew Ziobro, Paweł Kowal, Jacek Włosowicz       |
|                                                       | Platforma Obywatelska RP                                               | 327 854 | 35,19 | 2       | Róża Gräfin von Thun und Hohenstein, Bogusław Sonik |
|                                                       | KKW Sojusz Lewicy Demokratycznej – Unia Pracy                          | 95 277  | 10,23 | 1       | Joanna Senyszyn                                     |
|                                                       | Polskie Stronnictwo Ludowe                                             | 60 846  | 6,53  | 1       | Czesław Siekierski                                  |
|                                                       | KKW Porozumienie dla Przyszłości – CentroLewica (PD+SDPL+Zieloni 2004) | 17 645  | 1,89  | –       |                                                     |
|                                                       | Prawica Rzeczypospolitej                                               | 12 307  | 1,32  | –       |                                                     |
|                                                       | Unia Polityki Realnej                                                  | 10 236  | 1,10  | –       |                                                     |
|                                                       | Samoobrona Rzeczpospolitej Polskiej                                    | 9430    | 1,01  | –       |                                                     |
|                                                       | Libertas                                                               | 9005    | 0,97  | –       |                                                     |
|                                                       | Polska Partia Pracy                                                    | 5428    | 0,58  | –       |                                                     |
| Frekwencja: 26,11% Źródło: Państwowa Komisja Wyborcza |                                                                        |         |       |         |                                                     |

### Wybory do Parlamentu Europejskiego 2014
| Komitet wyborczy                                      | Komitet wyborczy                              | Głosów  | %     | Mandaty | Wybrani posłowie                                                  |
| ----------------------------------------------------- | --------------------------------------------- | ------- | ----- | ------- | ----------------------------------------------------------------- |
|                                                       | Prawo i Sprawiedliwość                        | 307 624 | 33,61 | 3       | Andrzej Duda, Ryszard Legutko, Beata Gosiewska, Edward Czesak     |
|                                                       | Platforma Obywatelska RP                      | 232 330 | 25,39 | 2       | Róża Gräfin von Thun und Hohenstein, Bogdan Wenta, Bogusław Sonik |
|                                                       | Solidarna Polska Zbigniewa Ziobro             | 82 433  | 9,01  | –       |                                                                   |
|                                                       | Nowa Prawica – Janusza Korwin-Mikke           | 72 393  | 7,91  | 1       | Stanisław Żółtek                                                  |
|                                                       | KKW Sojusz Lewicy Demokratycznej – Unia Pracy | 62 748  | 6,86  | –       |                                                                   |
|                                                       | Polskie Stronnictwo Ludowe                    | 58 541  | 6,40  | 1       | Czesław Siekierski                                                |
|                                                       | Polska Razem Jarosława Gowina                 | 55 278  | 6,04  | –       |                                                                   |
|                                                       | KKW Europa Plus Twój Ruch                     | 27 217  | 2,97  | –       |                                                                   |
|                                                       | KWW Ruch Narodowy                             | 11 930  | 1,30  | –       |                                                                   |
|                                                       | Demokracja Bezpośrednia                       | 4717    | 0,52  | –       |                                                                   |
| Frekwencja: 25,74% Źródło: Państwowa Komisja Wyborcza |                                               |         |       |         |                                                                   |

### Wybory do Parlamentu Europejskiego 2019
| Komitet wyborczy                                      | Komitet wyborczy                                 | Głosów  | %     | Mandaty | Wybrani posłowie                                               |
| ----------------------------------------------------- | ------------------------------------------------ | ------- | ----- | ------- | -------------------------------------------------------------- |
|                                                       | Prawo i Sprawiedliwość                           | 980 816 | 56,33 | 4       | Beata Szydło, Patryk Jaki, Ryszard Legutko, Dominik Tarczyński |
|                                                       | KKW Koalicja Europejska PO PSL SLD .N Zieloni    | 505 400 | 29,03 | 2       | Róża Gräfin von Thun und Hohenstein, Adam Jarubas              |
|                                                       | Wiosna Roberta Biedronia                         | 78 568  | 4,51  | –       |                                                                |
|                                                       | KWW Konfederacja KORWiN Braun Liroy Narodowcy    | 73 613  | 4,23  | –       |                                                                |
|                                                       | KWW Kukiz’15                                     | 67 272  | 3,86  | –       |                                                                |
|                                                       | KKW Lewica Razem – Partia Razem, Unia Pracy, RSS | 16 813  | 0,97  | –       |                                                                |
|                                                       | KWW Polska Fair Play Bezpartyjni Gwiazdowski     | 13 128  | 0,75  | –       |                                                                |
|                                                       | KKW PolEXIT – Koalicja                           | 5512    | 0,32  | –       |                                                                |
| Frekwencja: 47,89% Źródło: Państwowa Komisja Wyborcza |                                                  |         |       |         |                                                                |

### Wybory do Parlamentu Europejskiego 2024
| Komitet wyborczy                                      | Komitet wyborczy                                                           | Głosów  | %     | Mandaty | Wybrani posłowie                                      |
| ----------------------------------------------------- | -------------------------------------------------------------------------- | ------- | ----- | ------- | ----------------------------------------------------- |
|                                                       | Prawo i Sprawiedliwość                                                     | 655 777 | 44,05 | 3       | Beata Szydło, Dominik Tarczyński, Arkadiusz Mularczyk |
|                                                       | KKW Koalicja Obywatelska                                                   | 401 371 | 26,96 | 2       | Bartłomiej Sienkiewicz, Jagna Marczułajtis-Walczak    |
|                                                       | Konfederacja Wolność i Niepodległość                                       | 210 553 | 14,14 | 1       | Grzegorz Braun                                        |
|                                                       | KKW Trzecia Droga Polska 2050 Szymona Hołowni – Polskie Stronnictwo Ludowe | 131 106 | 8,81  | 1       | Adam Jarubas                                          |
|                                                       | KKW Lewica                                                                 | 70 403  | 4,73  | –       |                                                       |
|                                                       | KWW Bezpartyjni Samorządowcy – Normalna Polska w Normalnej Europie         | 10 691  | 0,72  | –       |                                                       |
|                                                       | Normalny Kraj                                                              | 3950    | 0,27  | –       |                                                       |
|                                                       | PolEXIT                                                                    | 3704    | 0,25  | –       |                                                       |
|                                                       | Polska Liberalna Strajk Przedsiębiorców                                    | 1193    | 0,08  | –       |                                                       |
| Frekwencja: 41,77% Źródło: Państwowa Komisja Wyborcza |                                                                            |         |       |         |                                                       |